# Unipublic
Unipublic é uma agência organizadora de eventos que pertence a Amaury Sport Organisation (ASO). Realiza campanhas e gestões para todo o tipo de eventos, mas destaca nos desportivos.
É especialmente célebre por ser a empresa organizadora da Volta a Espanha.

## História
Unipublic foi fundada em 1975 e cedo especializou-se nos desportos de elite, já que obteve os direitos das retransmissões desportivas de TVE, nacionais e internacionais: ginástica rítmica, esqui, ciclismo, basquete, etc. Em 1983 participou decisivamente na criação da liga ACB de basquete, e em 1987 comprou os direitos da secção de basquete do Espanyol. A temporada 87-88 a seguiu jogando com esse nome, e à seguinte passou a chamar-se Clube Basquete Unipublic, jogando como "Grupo Ifa Barcelona". Ao final desse ano fundiu-se com o Granollers, jogando como "Grupo Ifa Granollers" e em Granollers. Também criou o Clube de Atletismo Larios, seis vezes campeão de Europa.
Os direitos de eventos como o futebol e o ciclismo foram objeto da guerra de audiências entre TVE e as primeiras correntes privadas de Espanha. Neste contexto Unipublic cresceu e desenvolveu os meios para manter a sua posição.
Em 2005 a Antena 3 comprou a agência, que desde então seguiu-se expandindo.
Em 2008 a ASO (organizador do Tour de France entre outras) fez-se com o 49% de Unipublic, e posteriormente em 2014 fez-se com o 100%, sendo actualmente o seu único accionista.